# Goodenia quadrilocularis
Goodenia quadrilocularis är en tvåhjärtbladig växtart som beskrevs av Robert Brown. Goodenia quadrilocularis ingår i släktet Goodenia och familjen Goodeniaceae. Inga underarter finns listade i Catalogue of Life.